# Couville
Couville – miejscowość i gmina we Francji, w regionie Normandia, w departamencie Manche.
Według danych na rok 1990 gminę zamieszkiwało 821 osób, a gęstość zaludnienia wynosiła 95 osób/km² (wśród 1815 gmin Dolnej Normandii Couville plasuje się na 278. miejscu pod względem liczby ludności, natomiast pod względem powierzchni na miejscu 599.).